# Magliano Vetere

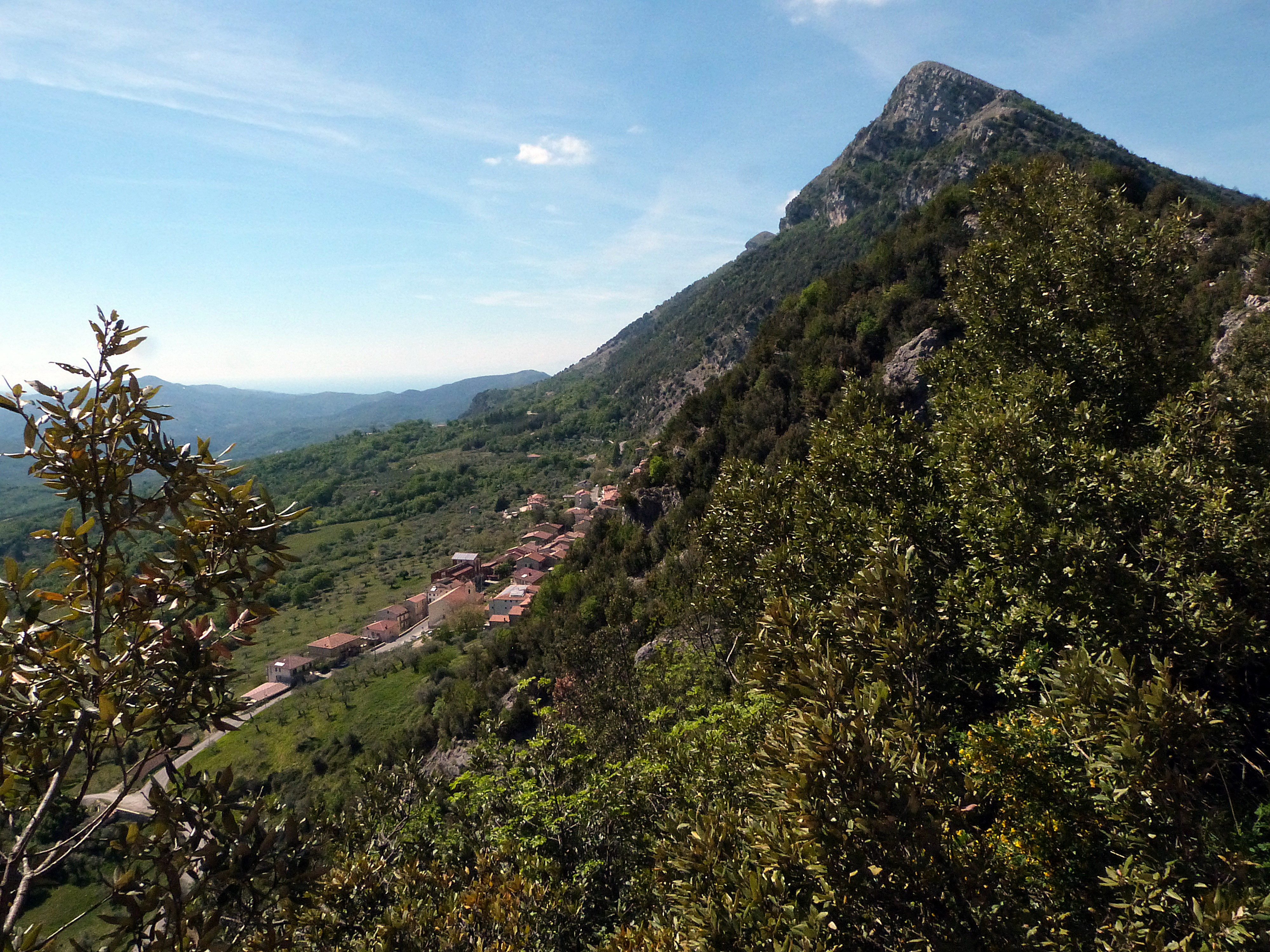
Blick von der Felskapelle Santa Lucia auf Magliano Vetere

Magliano Vetere ist eine italienische Gemeinde mit 563 Einwohnern (Stand 31. Dezember 2023) in der Provinz Salerno in der Region Kampanien.

## Geografie
Capizzo und Magliano Nuovo sind noch weitere Ortsteile von Magliano Vetere. Die Nachbargemeinden sind Felitto, Laurino, Monteforte Cilento, Orria und Stio. Der Ort gehört zum Nationalpark Cilento und Vallo di Diano und ist Teil der Comunità Montana del Calore Salernitano.

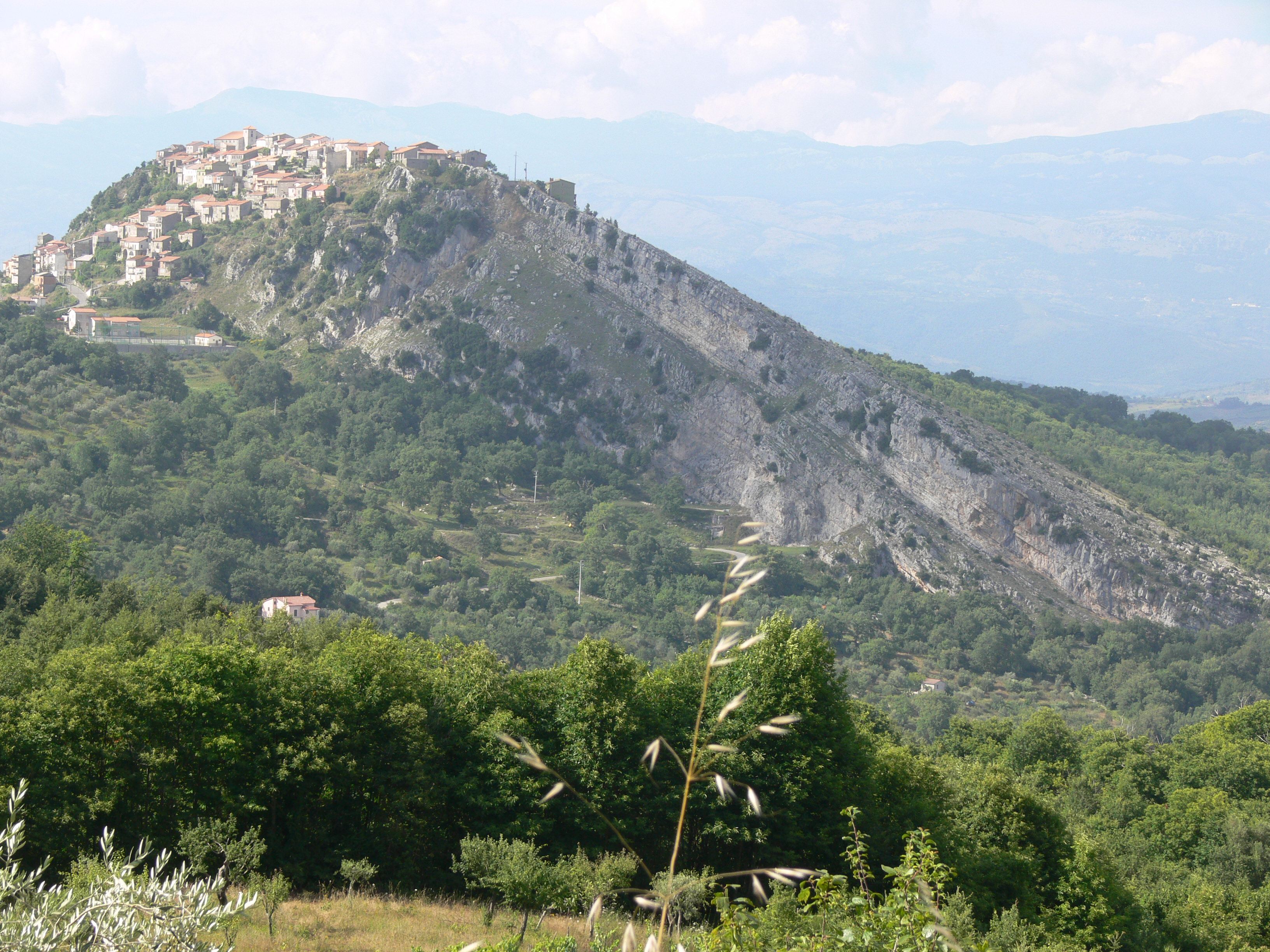
Blick auf den Ortsteil Magliano Nuovo